# Грини (Минская область)
Грини (бел. Грыні́) — деревня в Минском районе Минской области Республики Беларусь. В составе Шершунского сельсовета.

## География
Расположена в 18 км на северо-запад от Минска.
Деревня расположена недалеко от шоссе Н8964.

## История
В 1858 году деревня имения Новый Двор, 37 мужчин, собственность Володковича, в Вилейском уезде. В 1870 году располагалась в Головачевской сельской общине. В 1897 году деревня (20 дворов, 152 жителя) и усадьба (двор, 6 жителей), в Радошковичской волости Вилейского уезда.
В 1905 году в Радошковичской волости Вилейском уезде Виленской губернии.
В 1917 году в Гринях было 38 дворов, проживало 209 человек.
С февраля по декабрь 1918 года деревня оккупирована армией кайзеровской Германии, с июля 1919 года по июль 1920 года — Армией Польши.
С 1919 года в составе БССР. В 1921 году в деревне было 38 дворов, 209 жителей. В 1923 году начала действовать школа.
С 20 августа 1924 года деревня в Новодворском сельсовете Заславского района Минского округа (до 26 июля 1930 года). В 1926 году 41 двор, 234 жителя.
С 13 июня 1929 года в составе Роговского сельсовета. С 20 февраля 1938 года в Минской области.
Во время Великой Отечественной войны с конца июня 1941 года до начала июля 1944 года оккупирована армией Германии. В боях погибли 9 жителей. Оккупанты сожгли 16 дворов, 13 жителей загублено, 1 вывезен на принудительные работы в Германию.
С 8 августа 1959 года в составе Минского района. В 1997 году в Грини было 30 хозяйств, 77 жителей. Деревня входила в совхоз «Роговский» с центром в деревне Рогово.
Согласно переписи населения 2009 года в деревне проживало 45 человек.
До июня 2013 года деревня находилась в Роговском сельсовете, после чего сельсовет был переименован в Шершунский.

## Население

### Численность
- 2009 год — 62 жителя

### Динамика
- 1999 год — 72 жителя (перепись населения)
- 2009 год — 45 жителей (перепись населения)[4]

## Транспорт
До деревни можно проехать на автобусе по маршрутам Минск — Средняя и Минск — Радошковичи.

## Достопримечательность
Деревня Грини находится на Линии Сталина — Минском укрепрайоне. В её окрестностях, а также в окрестностях соседних деревень расположено несколько пулеметных ДОТов.